# محسن افشانی
محسن افشانی (زادهٔ ۱۱ فروردین ۱۳۶۸ در روستای وانشان گلپایگان) بازیگر و مجری ایرانی است.

## حواشی
پس از انتشار ویدئویی در اینستاگرام افشانی که در آن از اسلحه و چاقو استفاده شده بود پلیس فتا وارد عمل شد و به دستور مقام قضایی، افشانی دستگیر و روانه زندان اوین شد. پس از بازداشت، ویدئو از صفحه اینستاگرام افشانی حذف شد.

## کارنامهٔ هنری

### مجری
- برنامهٔ آستانه شبکهٔ یک ۱۳۸۶
- برنامهٔ زندهٔ ما دوتا شبکهٔ یک ۱۳۸۶
- برنامهٔ زندهٔ سلام بهار شبکهٔ یک ۱۳۸۷
- برنامهٔ زندهٔ بوم سفید شبکهٔ جام جم ۱۳۸۷
- برنامهٔ زندهٔ ماه محبوب شبکهٔ سه-تا اواسط برنامه ۱۳۸۷
- برنامهٔ ایستگاه نوآوران شبکهٔ جام جم ۱۳۸۸
- برنامهٔ زندهٔ پرواز۱۴۰۴ شبکهٔ تهران ۱۳۸۹
- برنامهٔ زندهٔ دورخیز شبکهٔ دو ۱۳۸۹

### مجموعه‌های تلویزیونی
| سال       | عنوان مجموعه                         | سمت                | کارگردان | توضیحات                                                                           |
| --------- | ------------------------------------ | ------------------ | -------- | --------------------------------------------------------------------------------- |
| ۱۳۹۵      | تله‌فیلم «ماشین قشنگم»                | تهیه‌کننده کارگردان |          |                                                                                   |
| ۱۳۹۵      | «ترمینال غرب»                        | بازیگر             |          |                                                                                   |
| ۱۳۹۴      | شیوع                                 | بازیگر             |          |                                                                                   |
| ۱۳۹۲      | هفت سین                              | بازیگر             |          |                                                                                   |
| ۱۳۹۰      | تقاطع                                | بازیگر             |          | اپیزود «رؤیا»                                                                     |
| ۱۳۹۰      | تله‌فیلم «شهرام بهرام»                | بازیگر             |          |                                                                                   |
| ۱۳۹۰      | «پنجره»                              | بازیگر             |          |                                                                                   |
| ۱۳۹۰      | تله‌فیلم «من خودمم»                   | تهیه‌کننده          |          |                                                                                   |
| ۱۳۹۰      | ستاره‌های سربی                        | بازیگر             |          |                                                                                   |
| ۱۳۹۰      | سایهٔ روشن                            | بازیگر             |          |                                                                                   |
| ۱۳۹۰      | از یاد رفته                          | بازیگر             |          |                                                                                   |
| ۱۳۸۹      | تله‌فیلم «فردایی بهتر»                | بازیگر             |          |                                                                                   |
| ۱۳۸۹      | تله‌فیلم «دزدان غیر دریایی»           | بازیگر             |          |                                                                                   |
| ۱۳۸۹      | تله‌فیلم «ارثیه حاج باقر خباز باشی»   | بازیگر             |          |                                                                                   |
| ۱۳۸۹      | تله‌فیلم «شانس یا…»                   | بازیگر             |          |                                                                                   |
| ۱۳۸۹      | تله‌فیلم «مرگ قهرمان رالی»            | بازیگر             |          |                                                                                   |
| ۱۳۸۹      | تله‌فیلم «برای دومین بار»             | بازیگر             |          |                                                                                   |
| ۱۳۸۹      | شوق پرواز                            | بازیگر             |          |                                                                                   |
| ۱۳۸۸      | ساختمان ۸۵                           | بازیگر             |          |                                                                                   |
| ۱۳۸۹      | دفتر خانهٔ شمارهٔ ۱۳                   | بازیگر مهمان       |          | اپیزود «رؤیا»                                                                     |
| ۱۳۸۸      | از یاد رفته                          | بازیگر             |          |                                                                                   |
| ۱۳۸۸–۱۳۹۱ | شاید برای شما هم اتفاق بیفتد         | بازیگر             |          | اپیزودهای «بازگشت»، «حرف مردم»، «با من باش»، «زندگی با وجدان آسوده»، «مسیر مجازی» |
| ۱۳۸۸      | تله‌فیلم «کبوتر جلد چنگوله»           | بازیگر             |          |                                                                                   |
| ۱۳۸۸      | تله‌فیلم «ماهی کوچولوها دعا می‌خوانند» | بازیگر             |          |                                                                                   |
| ۱۳۸۸      | کلانتر ۳                             | بازیگر             |          | اپیزود «دوستان»                                                                   |
| ۱۳۸۸      | تله‌فیلم «ارژنگ و بردیا»              | بازیگر             |          |                                                                                   |
| ۱۳۸۸      | تله‌فیلم «خانم سوپر استار»            | بازیگر             |          |                                                                                   |
| ۱۳۸۸      | تله‌فیلم «کرکس»                       | بازیگر             |          |                                                                                   |
| ۱۳۸۸      | تله‌فیلم «محلهٔ من (بهانه)»            | بازیگر             |          |                                                                                   |
| ۱۳۸۷      | ترانهٔ مادری                          | بازیگر             |          |                                                                                   |
| ۱۳۸۷      | تله‌فیلم «ضامن»                       | بازیگر             |          |                                                                                   |
| ۱۳۸۷      | کارآگاهان                            | بازیگر مهمان       |          |                                                                                   |

### آثار سینمایی
| عنوان            | سمت                         | سال  |
| ---------------- | --------------------------- | ---- |
| کیمیا و خاک      | بازیگر                      | ۱۳۸۸ |
| گناهکاران        | بازیگر                      | ۱۳۹۰ |
| گشت ارشاد        | بازیگر                      | ۱۳۹۰ |
| سه خط موازی      | بازیگر، تهیه‌کننده، کارگردان | ۱۳۹۰ |
| جواد و فرشته     | بازیگر، تهیه‌کننده، کارگردان | ۱۳۹۱ |
| بچه‌های لواسان    | بازیگر                      | ۱۳۹۱ |
| خلیج ارتش        | بازیگر                      | ۱۳۹۱ |
| شیرهای سنگی      | بازیگر                      | ۱۳۹۱ |
| همیشه سینما      | بازیگر                      | ۱۳۹۱ |
| بیستو از من نگیر | بازیگر                      | ۱۳۹۲ |
| من کارگرم        | بازیگر                      | ۱۳۹۲ |
| ماهورا           | بازیگر                      | ۱۳۹۵ |
| عشقولانس         | بازیگر                      | ۱۳۹۵ |

### فیلم کوتاه
| عنوان | سمت       | سال  |
| ----- | --------- | ---- |
| کفش   | تهیه‌کننده | ۱۳۹۰ |

### تئاتر
چلچلا (۱۳۹۶) (تالار حافظ)، به کارگردانی عباس عبدالله‌زاده